# Ungarische Badmintonmeisterschaft 2013
Die Ungarische Badmintonmeisterschaft 2013 fand am 13. und 14. April 2013 in Pécs statt.

## Sieger und Platzierte
| Disziplin    | Gold                         | Silber                        | Bronze                               |
| ------------ | ---------------------------- | ----------------------------- | ------------------------------------ |
| Herreneinzel | Henrik Tóth                  | Kristóf Horváth               | Gergely Krausz                       |
| Herreneinzel | Henrik Tóth                  | Kristóf Horváth               | András Németh                        |
| Dameneinzel  | Laura Sárosi                 | Daniella Gonda                | Ágnes Kőrösi                         |
| Dameneinzel  | Laura Sárosi                 | Daniella Gonda                | Mónika Szőke                         |
| Herrendoppel | Marcell Elek Márton Szatzker | Csaba Szikra Zoltán Kereszti  | Tamás Gebhard András Németh          |
| Herrendoppel | Marcell Elek Márton Szatzker | Csaba Szikra Zoltán Kereszti  | Balázs Boros Ákos Varga              |
| Damendoppel  | Laura Sárosi Réka Sárosi     | Orsolya Varga Ágnes Kőrösi    | Csilla Gondáné Fórián Daniella Gonda |
| Damendoppel  | Laura Sárosi Réka Sárosi     | Orsolya Varga Ágnes Kőrösi    | Zsuzsa Czifra Vanda Hajdinák         |
| Mixed        | Henrik Tóth Laura Sárosi     | Gergely Krausz Daniella Gonda | Csaba Szikra Mónika Szőke            |
| Mixed        | Henrik Tóth Laura Sárosi     | Gergely Krausz Daniella Gonda | János Márk Megyesi Ágnes Kőrösi      |